# Nedre Ottsjön
Nedre Ottsjön är en sjö i Åre kommun i Jämtland och ingår i Indalsälvens huvudavrinningsområde. Sjön har en area på 0,987 kvadratkilometer och ligger 468,4 meter över havet. Nedre Ottsjön ligger i Skäckerfjällen Natura 2000-område. Sjön avvattnas av vattendraget Ottsjöströmmen.

## Delavrinningsområde
Nedre Ottsjön ingår i det delavrinningsområde (707614-133811) som SMHI kallar för Utloppet av Nedre Ottsjön. Medelhöjden är 510 meter över havet och ytan är 5,72 kvadratkilometer. Räknas de 9 avrinningsområdena uppströms in blir den ackumulerade arean 58,72 kvadratkilometer. Ottsjöströmmen som avvattnar avrinningsområdet har biflödesordning 3, vilket innebär att vattnet flödar genom totalt 3 vattendrag innan det når havet efter 367 kilometer. Avrinningsområdet består mestadels av skog (46 procent), sankmarker (12 procent) och kalfjäll (18 procent). Avrinningsområdet har 1,01 kvadratkilometer vattenytor vilket ger det en sjöprocent på 17,6 procent.